# Drackenstein
Drackenstein település Németországban, azon belül Baden-Württembergben. Lakosainak száma 457 fő (2023. december 31.).

## Népesség
A település népessége az elmúlt években az alábbi módon változott:
| Lakosok száma | 311  | 417  | 419  | 439  | 439  | 479  | 457  |
|               | 1975 | 2014 | 2017 | 2019 | 2021 | 2022 | 2023 |